# أدريان تشنغ
أدريان تشنغ (بالصينية: 鄭志剛) هو شخصية أعمال صيني، ولد في نوفمبر 1979 في هونغ كونغ في الصين.